# Pycnographa tamarix
Pycnographa tamarix är en fjärilsart som beskrevs av Sergius G. Kiriakoff 1958. Pycnographa tamarix ingår i släktet Pycnographa och familjen tandspinnare. Inga underarter finns listade.